# شبکه ای‌اندئی
شبکه ای‌اندئی (A&E) یک شبکه تلویزیونی کابلی و ماهواره‌ای است که دفتر مرکزی آن در منهتن می‌باشد و دارای دفاتری در شهرهای استمفورد، آتلانتا، دیترویت، لس آنجلس، شیکاگو و لندن می‌باشد. A&E حروف اول کلمات Art (به فارسی: هنر) و Entertainment (به فارسی: سرگرمی) می‌باشد. این شبکه همچنین در کانادا و آمریکای لاتین نیز پخش می‌شود.